# Katolická akce (Československo)
Katolická akce byla sdružením katolických kněží a laiků, které v Československu soustředilo velkou část veřejných aktivit katolických laiků. Jednalo se o standardní součást celosvětové Katolické akce, která byla oficiálně založena v roce 1922 papežem Piem XI. encyklikou Ubi arcano Dei. Další oficiální církevní texty postupně podrobněji popisovaly její úkoly. Velmi důležitým úkolem bylo prosazování katolických postojů ve společnosti, která se postupně stávala více sekularizovanou.
V Československu se tato iniciaitiva šířila pomalu. V roce 1926 několik katolických laiků založilo pracovní výbor Katolické akce. V říjnu 1927 vydali českoslovenští biskupové usnesení o zásadách a založení Katolické akce v Československu. V šíření myšlenek Katolické akce byli hodně aktivní např. Metoděj Habáň, Reginald Dacík nebo Dominik Pecka. V roce 1935 vydali biskupové další dokument o zakládání Katolické akce ve farnostech.
V zahraničí se postupně profilovala podoba Katolické akce v Itálii a v Belgii a Francii. Belgický model byl ovlivněn Cardijnem a v poválečné době se stal výraznou inspiraci pro církev v Československu. Kněžské vůdčí osobnosti, které získaly zkušenosti v zahraničí byly osloveny belgickým modelem nazývaný často v Československu jocismus. Ten se snažil oslovovat dělnickou a studentskou mládež. Šíření jocismu u nás ale naráželo na existující mládeženické tělovýchovné organizace.
K poválečným vůdčím osobnostem patříl P. Antonín Mandl, který byl v březnu 1948 pověřen arcibiskupem Josefem Beranem vedením Katolické akce v pražské diecézi. Zastával rovněž funkci ředitele Arcidiecézního pastoračního ústředí v Praze. V lednu 1948 byl v souvislosti s činností pastoračního ústředí poslán do Francie, kde se blíž seznámil s křesťanským dělnickým hnutím JOC (Jeunesse Ouvrière Chrétienne). Zkušenosti se pak snažil aplikovat v činnosti Katolické akce.
Komunistický režim si byl vědom vlivu Katolické akce a brzy začal pronásledovat vůdčí osobnosti Katolické akce a jocistických kroužků. Zároveň se poúnorový režim pokusil za pomoci tzv. vlasteneckých kněží vytvořit státem vedenou Katolickou akci. Tomu však úsilí biskupů a jejich spolupracovníků zabránilo.